# Chilieni, Covasna
Chilieni (maghiară Kilyén) este un sat ce aparține municipiului Sfântu Gheorghe din județul Covasna, Transilvania, România.

## Așezare
Localitatea Chilieni este situată pe malul stâng al râului Olt, la o distanță de 2 km. de orașul reședință de județ, pe DN12:  Gheorgheni-Miercurea Ciuc-Sfântu Gheorghe-Chilieni-Chichiș.

## Istoric
Prima atestare documentară datează din anul 1334, când în registrul de impozite papale apare consemnat Johannes sacerdos de Kylien, parohul Bisericii din Chilieni.
Descoperirile arheologice făcute de-a lungul timpului aduc dovezi materiale ale unei locuiri mult înainte, astfel în capătul sudic al satului, pe malul stâng al Oltului se semnalează o așezare din epoca bronzului, cultura Wietenberg, suprapusă de o altă așezare de tip Sântana de Mureș-Cerneahov compusă dintr-o locuință dreptunghiulară (cu urme de pari și cuptor de redus minereu de fier), datată de o monedă de argint a împăratului Constantius II, în secolul al IV-lea. Tot aici s-a găsit o așezare medievală căreia îi aparține o locuință dreptunghiulară cu vatră rotundă, lutuită.
După Balázs Orbán, un drum roman ar trece pe deasupra satelor Chilieni și Coșeni, prin "Câmpul Frumos", ce ar fi putut lega castrele romane Râșnov și Brețcu sau Olteni. 
La marginea sudică a satului este construită Biserica Unitariană, care suprapune o biserică de stil romanic, biserică sală cu navă și absidă poligonală, din sec. XII-XIII, care la rândul ei suprapune un cimitir din secolul al XII-lea.

## Monumente
- Biserica Unitariană, construită la sfârșitul secolului al XIII-lea, având picturi murale din secolul al XIV-lea atât pe interior cât și pe exterior și elemente de arhitectură gotică din secolul al XV-lea.
- Biserica Reformată, construită la inceputul secolului al XVIII-lea.
- Biserica Ortodoxă

| Biserica ortodoxă | Biserica reformată | Biserica unitariană |